# Pałankowate
Pałankowate (Phalangeridae) – rodzina ssaków, torbaczy z rzędu dwuprzodozębowców (Diprotodontia). Obejmuje gatunki zamieszkujące środowiska leśne w Australii, Nowej Gwinei i kilku mniejszych wysp Indonezji.

## Budowa
Są to średniej wielkości ssaki o długości ciała wynoszącej 60–120 cm. Ciało mają krępe. Oczy ich kierują się ku przodowi, pysk jest krótki, łuki jarzmowe dobrze rozwinięte. Występuje 34-36 zębów, a więc zwykle mniej, niż u blisko spokrewnionych drzewnicowatych. Zęby trzonowe określa się jako bunodontyczne. Na tułowiu występuje marsupium, dobrze rozwinięte i otwierające się do przodu. Ciało kończy znacznej długości ogon pokryty futrem i u większości gatunków chwytny. Większość gatunków rozwinęła chwytną dłoń, w której palce pierwszy i drugi położone są przeciwstawnie do kolejnych. Z kolei w kończynach dolnych występuje syndaktylia, ogólnie u dwuprzodozębowców drugi i trzeci palec stopy są zrośnięte, tylko pazury mają osobne.
| Wzór zębowy | Wzór zębowy | I | C | P   | M |
| ----------- | ----------- | - | - | --- | - |
| 34-36       | =           | 3 | 1 | 1   | 4 |
| 34-36       | =           | 2 | 0 | 1-2 | 4 |

## Systematyka
Pałankowate są blisko spokrewnione z drzewnicowatymi (Burramyidae), z którymi wydzielane są do nadrodziny Phalangeroidea. Do rodziny należą następujące podrodziny:
- Trichosurinae Flynn, 1911 – kitanki,
- Ailuropinae Flannery, M. Archer & Maynes, 1987 – kuskuśce,
- Phalangerinae Rafinesque, 1815 – pałanki.

W sumie do pałankowatych zalicza się 6 rodzajów obejmujących 28 gatunków.

## Rozmieszczenie geograficzne
Pałankowate spotyka się w Australii, Nowej Gwinei oraz na pobliskich wyspach, jak Celebes, np. kuskusek sulaweski, czy zachodnie Moluki, jak Strigocuscus pelengensis.
Kitanka lisia zamieszkuje nie tylko lasy (eukaliptusowe, namorzynowe), ale i w siedzibach ludzkich. Pałanka gołoucha spotykana jest też w jaskiniach.
Pałankowate dobrze wspinają się. Są wszystkożercami, a na żer wychodzą w nocy bądź świtem i zmierzchem. Kitanka lisia preferuje spożywanie roślin uprawnych.

## Rozmnażanie

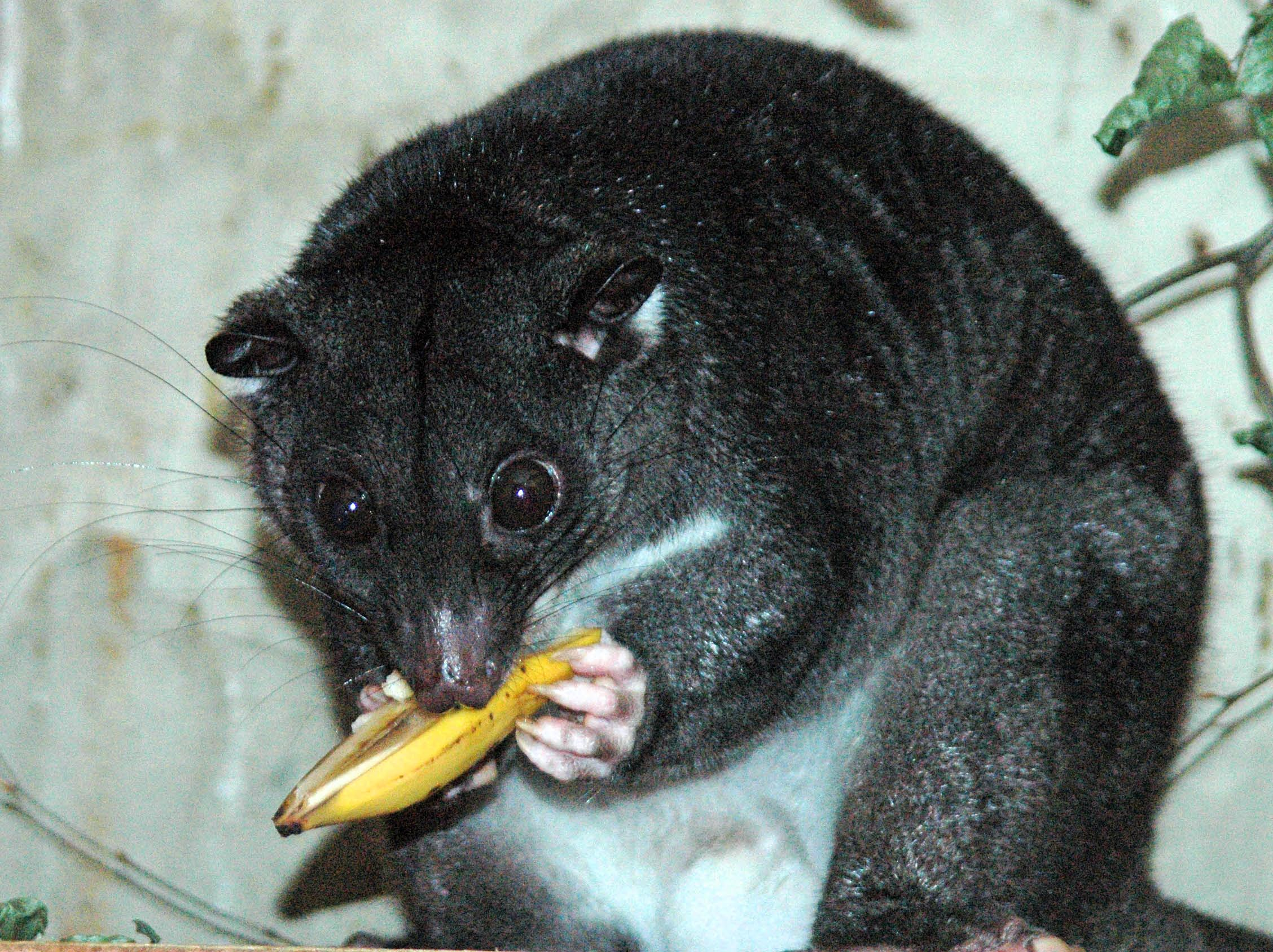
Pałanka gołoucha

Ciąża u kitanki lisiej trwa 18 dni, u pałanki gołouchej tylko 13. Samica wydaje na świat jednego noworodka.

## Status
Różne gatunki mają różny status IUCN. Przykładowo Strigocuscus pelengensis jest gatunkiem najmniejszej troski. Niektórym nie grozi wyginięcie. Kuskusek sulaweski jest bliski zagrożeniu wyginięciem. Jeszcze inne, jak kuskusiec reliktowy występujący tylko na dwóch mniejszych wyspach czy pałanka opalona, są krytycznie zagrożone wyginięciem.
Niektóre pałankowate, jak kitanka lisia, są jadalne.